# Allophryne relicta
Allophryne relicta é uma espécie de anfíbio da família Allophrynidae. Endêmica do Brasil, pode ser encontrada apenas na localidade em que foi o coletado o tipo, no município de Uruçuca, da região sul do estado da Bahia. Os primeiros indivíduos foram coletados na área de influência da Ferrovia Leste-Oeste e o local provavelmente será afetado pela construção do Porto Sul.